# Vento solare (antologia)
Vento solare (The Wind from the Sun) è un'antologia di racconti fantascientifici di Arthur C. Clarke del 1972.

## Storia editoriale
L'antologia prende il nome dall'omonimo racconto The Wind from the Sun, quest'ultimo precedentemente pubblicato con il titolo Sunjammer nel marzo del 1964 nella rivista Boys' Life. Il cambio di titolo fu deciso a seguito della quasi contemporanea pubblicazione dell'omonimo racconto di Poul Anderson (Sunjammer, 1964).
L'opera è stata pubblicata in italiano nel 1977 come secondo speciale della rivista fantascientifica Robot (supplemento al numero 12), diretta da Vittorio Curtoni.

## Titoli dei racconti
- Il cibo degli dèi (The Food of the Gods, 1961)
- Maelstrom II (Maelstrom II, 1962)
- Le creature degli abissi (The Shining Ones, 1962)
- Vento solare (Sunjammer, 1964)
- Il segreto (The Secret, 1963)
- L'ultimo ordine (The Last Command, 1963)
- Chiamata per l'Homo Sapiens (Dial F for Frankenstein, 1963)
- Riunione (Reunion, 1963)
- Playback (Playback, 1963)
- La luce delle tenebre (The Light of Darkness, 1964)
- Il più lungo racconto di fantascienza mai scritto (The Longest Science-Fiction Story Ever Told, 1965)
- Herbert George Morley Roberts Wells (Herbert George Morley Roberts Wells, Esq., 1967)
- Ama quell'universo (Love That Universe, 1966)
- Crociata (Crusade, 1966)
- Cielo crudele (The Cruel Sky, 1966)
- Marea neutronica (Neutron Tide, 1970)
- Transito della Terra (Transit of Earth, 1970)
- Incontro con Medusa (A Meeting with Medusa, 1971) - vincitore del Premio Nebula

## Edizioni
- Arthur C. Clarke, The Wind from the Sun, New York, Harcourt Brace Jovanovich, 1972, ISBN 978-0-15-196810-7.
- (DE) Arthur C. Clarke, Science-Fiction-Stories 37, traduzione di Leni Sobez, Ullstein 2000, n. 69, Berlino, Ullstein, 1974, ISBN 978-3-548-03054-8.
- Arthur C. Clarke, Vento solare, traduzione di Abramo Luraschi, n. 2, collana Robot Speciale, Milano, Armenia Editore, 1977.
- (FR) Arthur C. Clarke, Le vent venu du soleil, n. 5164, Presses Pocket - Science Fiction, Presses Pocket, 1983, ISBN 978-2-266-01278-2.
- (PT) Arthur C. Clarke, O vento solar, traduzione di Leonel Vallandro, San Paolo del Brasile, Círculo do Livro, 1990.